# Varus (aandoening)
Varus is een standsafwijking van een ledemaat waarbij het distale deel naar de  mediaanlijn toewijst. Het tegenovergestelde is valgus.

## Voorbeelden
- Heup: coxa vara —  de hoek tussen de bal en de schacht van het dijbeen is verkleind, waardoor iemand mank gaat lopen
- Knie: genum varum — het scheenbeen is ten opzichte van het dijbeen naar binnen gericht, waardoor O-benen ontstaan
- Enkel: talipes varus — verdraaiing  van de hiel naar binnen, waardoor de persoon op het buitenste gedeelte van de voet gaat lopen, resulterend in een klompvoet
- Teen: hallux varus — afwijking naar binnen van de grote teen, van de tweede teen af
- Elleboog: cubitus varus — naar binnen gedraaide elleboog